# Barátok közt (23. évad)
A Barátok közt 23. évadát 2020. július 13-ától 2021. július 17-éig vetítette az RTL Klub.

## Az évad szereplői
- Almássy Hédi (Mikecz Estilla) (2021. áprilistól)
- Bartha Zsolt (Rékasi Károly)
- Berényi Attila (Domokos László)
- Berényi Balázs (Aradi Balázs) (2021. január)
- Berényi Bandi (Bereczki Gergely) (2021. január, március, júniustól)
- Berényi Claudia (Ábrahám Edit)
- Berényi Júlia (Mérai Katalin)
- Berényi Miklós (Szőke Zoltán) (2021. július)
- Berényi Timi (Pásztor Virág)
- Dr. Balogh Nóra (Varga Izabella)
- Dr. Füzes Berta (Spilák Klára) (2021. február, április–május)
- Fekete Alíz (Nagy Alexandra)
- Fekete Luca (Truckenbrod Fanni)
- Fekete Tünde (Murányi Tünde)
- Harmath Árpád (Földes Tamás) (2021. januárig) szerepe szerint börtönbe került
- Harmath Szonja (Bátyai Éva)
- Háros Kornél (Endrédy Gábor)
- Illés Máté (Csizmadia Máté Noel)
- Illés Vanda (Kardos Eszter) (2021. januárig)
- José Armando Franco (Torres Dániel) (2021.)
- Kertész Bözsi (Szilágyi Zsuzsa)
- Kertész Géza (Németh Kristóf) (2021. július)
- Kertész Ildikó (Janza Kata) (2021. július)
- Kertész Magdi (Fodor Zsóka) (2021. június)
- Kertész Mónika (Farkasházi Réka) (2021. július)
- Kertész Vilmos (Várkonyi András)
- Király Egon (Szerednyey Béla) (2021. áprilistól)
- Nádor Kinga (Som-Balogh Edina) (2021. július)
- Novák Gizella (Gyebnár Csekka)
- Novák László (Tihanyi-Tóth Csaba)
- Nótás Teri (Bognár Rita) (2021.)
- Pataki Gáspár (Volosinovszki György) (2021. januárig)
- Pintér Dzseni (Turóczi Regina) (2021.)
- Réti Amanda (Bajusz Zsuzsanna) (2021. júniustól)
- Selmeczi Vince (Nagy Péter János)
- Somogyi Levente (Karalyos Gábor)
- Somogyi Simon (Tóth Károly)
- Stark Máriusz (Gere Dénes) (2021.)
- Sullivan (László G. Attila) (2021.)
- Székely Csongor (Kocsis Dénes) (2021. január–március)
- Szekeres Edina (Kovács Zsuzsanna) (2021. március, május)
- Szekeres Dorka (Litauszky Lilla)
- Szekeres György (Lecső Péter) (2021. január–március)
- Szilágyi Oszkár (Gombos Krisztián)
- Tóth Gábor (Tóth András) (időnként feltűnik)
- Török Maja (Simon Boglárka) (2021. májustól)
- Várhegyi Olivér (Szabó Máté)
- Várhegyi Panni (Jakab Ada)
- Veintraub Gigi (Görgényi Fruzsina)

## A sorozat befejező része
- Zsolt, Alíz és Lili örökre elutaznak a Mátyás király térről, mivel Zsolt élete veszélyben van.
- Gigi és Olivér összeházasodnak a Rózsa Bisztróban.
- Luca úgy dönt, elutazik Bandival Londonba.
- A várandós Maja felajánlást tesz Vincééknek: szeretné, ha ő és Szonja nevelnék fel a születendő gyermekét, mivel nem érzi magát alkalmasnak az anyaságra. Ám ezután kiderül, hogy Szonja kezelése sikeres volt, így nekik is megfogant a babájuk.
- Gizi Londonban, Laci Las Vegasban kezd új életet. A kisboltot Vili bácsi és Bözsi néni veszi át Lacitól.
- Claudia visszavonul és átadja a Berényi Kft. vezetését Julinak.
- Levente megkéri Nóra kezét.
- Timi tudomásul veszi, hogy el kell engednie hosszú ideje kómában fekvő apját, ezért bemegy a kórházba elbúcsúzni tőle, ahova Nóra és Levente is követik őt. A látogatás közben azonban Miklós felébred a kómából.